# José Redondo "El Chiclanero"
José Redondo y Domínguez "Chiclanero" (Chiclana de la Frontera, provincia de Cádiz; 13 de marzo de 1818 - Madrid; 1853) matador de toros español.

## Biografía
Aficionado a los toros desde muy temprana edad. Su padre, un trabajador del campo, se negaba a que su hijo se dedicara al toreo.Comenzó formando parte de la cuadrilla de Francisco de Paula José Joaquín Juan Montes Reina, Paquiro primera figura del toreo, coetáneo suyo y natural de la misma ciudad gaditana, el cual le brindó la oportunidad de empezar como protegido en algunas corridas. Pronto José se ganó la confianza del matador y fue presentado en Madrid en 1840; teniendo un éxito colosal. Dos años más tarde (1842), después de realizar grandes tardes tomó la alternativa de manos del maestro Paquiro. Meses después, el mismo matador, lo confirmó en Madrid ese mismo año. El día de la confirmación, entre el mismo Paquiro y él, se fueron alternando en la lidia y muerte de los seis toros, dos del marqués de Casa Gaviria, dos del Barbero de Utrera (a nombre ya de su yerno José Arias de Saavedra) y dos de Castrillón (que debutaba en Madrid y estrenó en esta ocasión también divisa encarnada y amarilla).
Su manera de torear era semejante a la de Paquiro, del cual había aprendido ya que era muy observador. Destacó en el arte del "volapié" y fue muy popular su pugna con Cúchares.
Su forma de ser hizo que tuviera muchas discusiones con su maestro. Esto provoca que desde 1844, torease por su cuenta y prosiguió su carrera en solitario. Consiguió muchos triunfos en diferentes plazas españolas, pero cuando mejor le iban las cosas, debido a su salud delicada desde 1851, sufre varias enfermedades que desembocarán en el declive de su carrera.
Cuando llega el año 1853, José muy cansado y enfermo; decide suspender todos sus contratos incluida una corrida importante en Madrid. Como consecuencia del avance de su enfermedad, fallece a los treinta y cuatro años. Murió; «viendo pasar desde la ventana de su habitación, el paso de las cuadrillas y el público que acudía a la plaza de toros».
Sería el primero de la historia de la tauromaquia a quien se llegaría a apelar y conocer cariñosamente como Joselito. 